# Анрі Каруан
Анрі Каруан (фр. Henri Caroine, нар. 17 вересня 1981, Папеете) — таїтянський футболіст, півзахисник клубу «Орізон Пато» та національної збірної Таїті.
Виступав, зокрема, за таїтянський «Дрегон».

## Клубна кар'єра
У дорослому футболі дебютував 2002 року виступами за таїтянський клуб «Теманава», з якого в 2004 перейшов до «Таравао». У  2011–2015 виступав за титулований «Дрегон», з яким грав у Лізі чемпіонів ОФК.
2015 року переїхав до Нової Каледонії, де спочатку півроку грав за клуб «Мажента», а з 2016 перейшов до «Орізон Пато».

## Виступи за збірну
2012 року дебютував в офіційних матчах у складі національної збірної Таїті. Наразі провів у формі головної команди країни 9 матчів.
У складі збірної був учасником кубка націй ОФК 2012 року, що проходив на Соломонових Островах і на якому таїтянці вперше в історії здобули титул переможця турніру. Брав участь у розіграші Кубка конфедерацій 2013 року в Бразилії.

## Досягнення
- Володар Кубка націй ОФК: 2012